# Marcia (Konkubine des Commodus)
Marcia Aurelia Ceionia Demetrias († 193 n. Chr.) war eine Konkubine des römischen Kaisers Commodus.

## Leben

### Jugend und Aufstieg zur Konkubine
Marcia war die Tochter des Marcus Aurelius Sabinianus und einer Freigelassenen; sie erhielt ihre Erziehung durch den für das Christentum begeisterten Eunuchen Hyacinthus. Zuerst war sie die Konkubine des Claudius Ummidius Quadratus, der 182 nach einer Verschwörung gegen den Kaiser exekutiert wurde. Obwohl sie also die Freundin eines mächtigen Feindes des Commodus gewesen war, wurde sie nun dessen Konkubine.
Ihre Stellung am Hof war durch die Gunst des Commodus besonders einflussreich; sie erhielt ähnliche Huldigungen wie eine richtige Kaiserin, ohne dass sie aber, wie Herodian übertreibend sagt, fast alle Vorrechte und den Titel einer Augusta erhielt.

### Ermordung des Commodus
Marcia wirkte maßgeblich an der Ermordung des Commodus mit. Er verriet ihr, dass er am nächsten Morgen, dem Neujahrstag, sein Amt als Konsul nicht im Palast in der traditionellen Purpurrobe, sondern in der Kleidung der Gladiatoren von deren Kaserne aus antreten wolle. Dagegen wandte seine Geliebte ein, dass dies einer groben Herabsetzung der Kaiserwürde gleichkäme. Der Kaiser war verärgert, aber sein Plan kam auch beim Prätorianerpräfekten Quintus Aemilius Laetus und Eklektos, einem Kammerherrn des Comoodus, nicht besser an, sodass er alle drei Namen auf eine Proskriptionsliste von Personen eintragen ließ, die er zu exekutieren beabsichtigte. Diese Liste fand aber der junge Lieblingspage des Kaisers, Philcommodus, und zeigte sie Marcia, die laut Herodian den Monarchen einen Trunkenbold nannte, der es nicht wert sei, dass sie so viele Jahre seine Beleidigungen ertragen habe. Diese drei nun Geächteten schmiedeten ein Komplott, wie sie Commodus aus dem Weg räumen könnten. Marcia servierte dem Kaiser wie gewöhnlich nach dem Bad Wein, den sie mit Gift versetzt hatte. Dem durchtrainierten Kaiser wurde aber nur sehr übel und er musste erbrechen. Bevor er sie verdächtigen konnte, wurde rasch der außerordentlich starke Athlet Narcissus bestochen, der Commodus erdrosselte.

### Tod
Die Verschwörer bestimmten nun Pertinax zum Nachfolger des Commodus. Marcia wählte Eclectus als Gemahl, der wie sie früher zum Haushalt des Ummidius Quadratus gehört hatte und mit dem sie seither auch eine Beziehung gehabt haben soll. Aber schon drei Monate darauf wurden bei Pertinax’ Entmachtung Eclectus und bald danach auch Marcia vom neuen Kaiser Didius Iulianus beseitigt.

## Stellung zum Christentum
Marcia war dem Christentum, wohl wegen der Erziehung durch Hyacinthus, sehr wohlgesinnt oder sogar selbst Christin. Hippolytus ergänzt, dass sie sich bei Commodus erfolgreich für die Rückkehr der zur Sklavenarbeit in die Bergwerke Sardiniens exilierten Christen eingesetzt habe, deren Namen auf einer ihr vom Papst Viktor I. überbrachten Liste standen; auch ein wegen mancherlei Vergehen zunächst nicht freigelassener Callistus wurde nach einigem Zögern begnadigt und wurde viel später als Calixt I. sogar Bischof Roms.